# Jan Cingroš
Jan Cingroš (17. července 1841 Bolevec – 15. března 1906 Milán) byl český kameník a podnikatel, zakladatel kamenického závodu Jan Cingroš v Plzni, největšího závodu svého druhu v Rakousko-Uhersku, zabývajícího se především realizacemi náhrobků a pomníků.

## Život

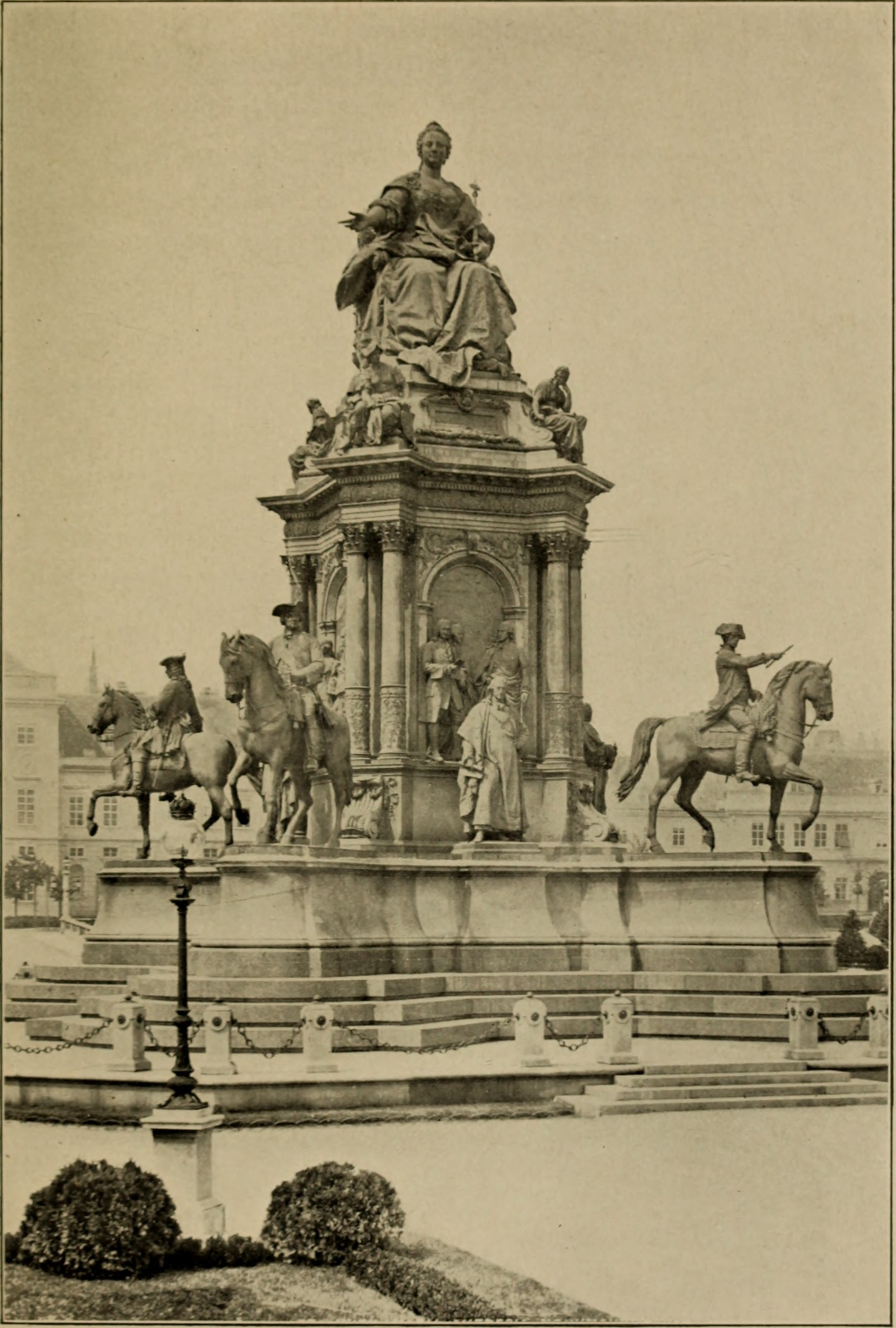
Pomník císařovny Marie Terezie ve Vídni

### Mládí
Narodil se v Bolevci u Plzně do rodiny kameníka Jana Zingroše, a jeho ženy Barbory, pocházející z rodiny tkalcovského mistra v Druzdové. Jeho otec vyráběl náhrobky především pro hroby na boleveckém hřbitově. Jan se vyučil kameníkem.

### Jan Cingroš
Roku 1866 založil Cingroš v Plzni vlastní kamenickou firmu. Od sedmdesátých let 19. století pracoval na vybudování továrního areálu mezi Božkovskou a Koterovskou ulicí. Výroba zde pokračovala až do druhé světové války.
Továrna na území pozdější městské čtvrti Plzeň 2-Slovany byla svého času nejvýznamnější kamenickou firmou v Rakousko-Uhersku s přibližně 500 zaměstnanci, v 19. století exportovala své produkty do celého světa. Mezi její stěžejní výrobky patřily strojově řezané a leštěné kamenické články ze žuly, syenitu a porfyru, honosné součásti staveb i celé pomníky a náhrobky.

### Nadryby
Roku 1900 nechal Jan Cingroš v Nadrybech u řeky Berounky postavit nový tovární kamenický areál. Strojové vybavení mu dodala továrna Suchý, Jouza a Čáp, slévárna a strojírna, z Chrástu u Plzně. S tím byla postavena i vila, která měla sloužit jako letní sídlo. Autory návrhu továrny a domu byli stavitelé Václav a Jan Paškovi. Cingrošova rodina si posléze dům natolik oblíbila, že se později stal trvalým rodinným sídlem.

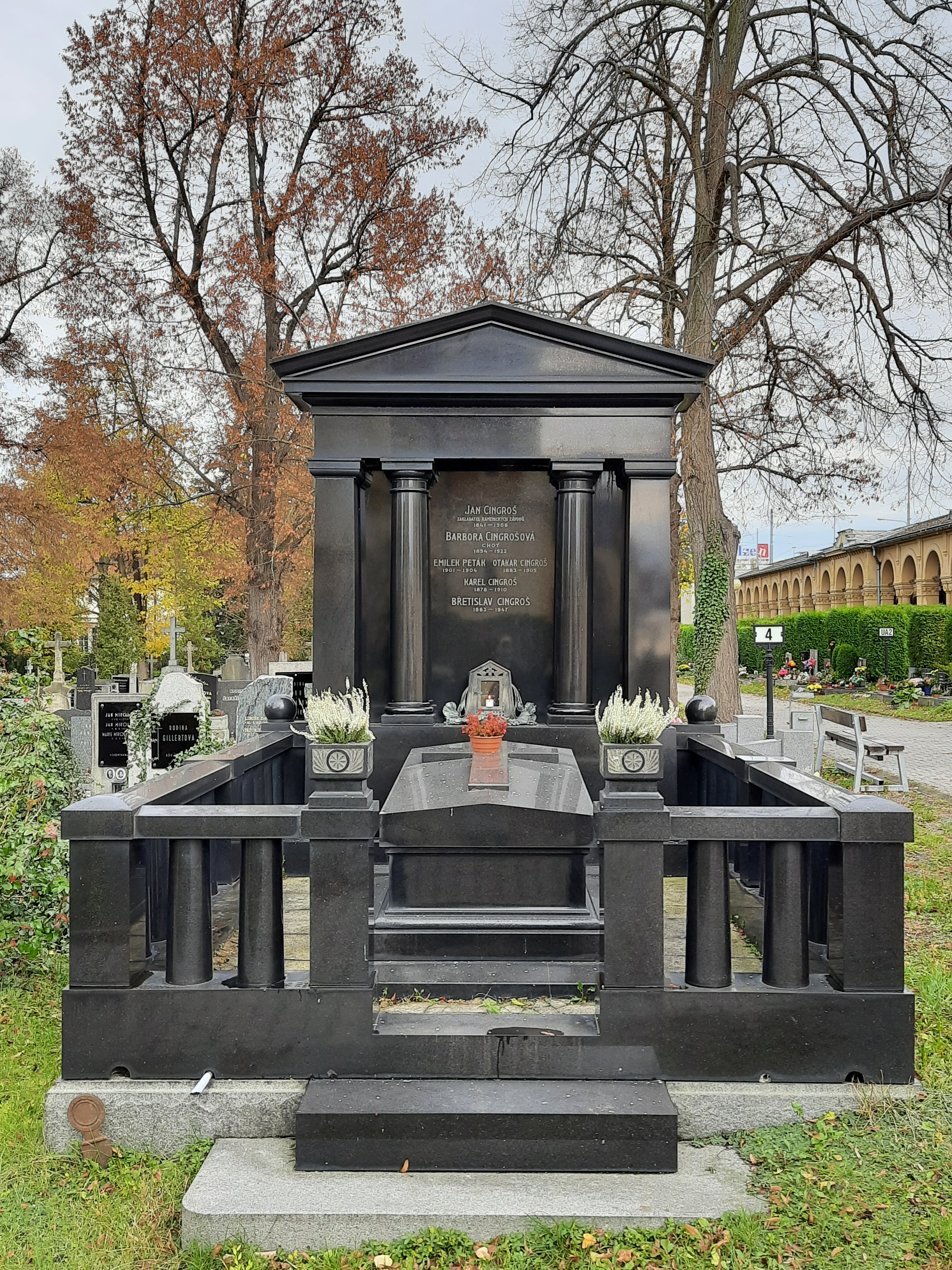
Hrobka rodiny Jana Cingroše na Ústředním hřbitově v Plzni (vystavěla firma Jan Cingroš)

### Úmrtí
Jan Cingroš zemřel náhle 15. března 1906 v Miláně při návratu z cesty do Nice ve věku 64 let. Tělo bylo uloženo v rodinné hrobce na Ústředním hřbitově v Plzni. Hrobku vystavěla firma Cingroš.
V řízení firmy nadále pokračovali jeho potomci.

## Vybrané realizace firmy
- Hrobka Hermíny von Škoda, Plzeň (vdova po Emilu Škodovi, 1912)
- Podstavec pro pomník Marie Terezie, Vídeň